# Töv
Töv (mongolsk: Төв (аймаг), tr. Töv (ajmag)) er en provins i det centralae Mongoliet. Totalt har provinsen 99 268 indbyggere (2000) og et areal på 74 000 km². Provinshovedstaden er Dzuunmod.

## Administrativ inddeling
Provinsen er inddelt i 27 distrikter (sum): Altanbulag, Arkhust, Argalant, Bayan, Bayankhangay, Bayandelger, Bayanjargalan, Bayanchandman, Bayantsogt, Bayan-Öndschüül, Bayantsagaan, Batsümber, Bornuur, Büren, Delgerkhaan, Erdene, Erdenesant, Jargalant, Lün, Möngönmort, Öndörshireet, Sergelen, Sümber, Tseel, Ugtaal, Zaamar og Zuunmod.